# Mycobacterium lepraemurium
Mycobacterium lepraemurium es una bacteria del género mycobacterium que puede causar enfermedad en ratas, gatos y otros felinos, pero no afecta al hombre. Pertenece al mismo género que mycobacterium leprae, agente causal de la lepra humana. Mycobacterium lepraemurium como el resto de especies de su género, son Zhiel-Nelsen (+) y Gram-positivas.

## Enfermedad en felinos
En los gatos, la enfermedad afecta fundamentalmente a la piel, por lo que ha sido llamada lepra felina. Se cree que los gatos contraen la enfermedad por mordedura de una rata infectada, por lo cual la afección suele presentarse en gatos de vida libre que viven en zonas periféricas de las ciudades o cerca de basureros. Se manifiesta como lesiones granulomatosas en forma de nódulos que afectan a la piel de diferentes áreas del cuerpo, principalmente cabeza y miembros, también mucosa de la boca y nariz. Las lesiones tienden a ulcerarse y en raras ocasiones pueden diseminarse a órganos internos, como hueso, bazo, hígado riñón o pulmón. El diagnóstico se sospecha por los síntomas y el aspecto de las lesiones; se confirma mediante biopsia y estudio microbiológico.